# Банн (Ардеш)
Банн (фр. Banne) — муніципалітет у Франції, у регіоні Овернь-Рона-Альпи, департамент Ардеш. Населення — 649 осіб (01.01.2021).
Муніципалітет розташований на відстані близько 520 км на південь від Парижа, 165 км на південь від Ліона, 55 км на південний захід від Прива.

## Історія
До 2015 року муніципалітет перебував у складі регіону Рона-Альпи. Від 1 січня 2016 року належить до нового об'єднаного регіону Овернь-Рона-Альпи.

## Демографія
Динаміка населення (INSEE ):
Розподіл населення за віком та статтю (2006):
| Стать | Всього | До 15 років | 15-24 | 25-44 | 45-64 | 65-85 | Понад 85 |
| --- | ------ | ----------- | ----- | ----- | ----- | ----- | -------- |
| Чоловіки | 304    | 32          | 16    | 65    | 102   | 89    | 0        |
| Жінки | 318    | 44          | 32    | 52    | 105   | 65    | 20       |
| \| Статево-вікова піраміда \| Статево-вікова піраміда \| Статево-вікова піраміда \| \| ----------------------- \| ----------------------- \| ----------------------- \| \| Чоловіки \| Вік \| Жінки \| \| 0 \| 85 + \| 20 \| \| 20 \| 80-84 \| 16 \| \| 8 \| 75-79 \| 8 \| \| 28 \| 70-74 \| 8 \| \| 33 \| 65-69 \| 33 \| \| 8 \| 60-64 \| 20 \| \| 33 \| 55-59 \| 28 \| \| 28 \| 50-54 \| 37 \| \| 33 \| 45-49 \| 20 \| \| 33 \| 40-44 \| 16 \| \| 8 \| 35-39 \| 16 \| \| 20 \| 30-34 \| 20 \| \| 4 \| 25-29 \| 0 \| \| 0 \| 20-24 \| 8 \| \| 16 \| 15-20 \| 24 \| \| 12 \| 10-14 \| 16 \| \| 8 \| 5-9 \| 12 \| \| 12 \| 0-4 \| 16 \| |        |             |       |       |       |       |          |
| Статево-вікова піраміда |        |             |       |       |       |       |          |
| Чоловіки | Вік    | Жінки       |       |       |       |       |          |
| 0 | 85 +   | 20          |       |       |       |       |          |
| 20 | 80-84  | 16          |       |       |       |       |          |
| 8 | 75-79  | 8           |       |       |       |       |          |
| 28 | 70-74  | 8           |       |       |       |       |          |
| 33 | 65-69  | 33          |       |       |       |       |          |
| 8 | 60-64  | 20          |       |       |       |       |          |
| 33 | 55-59  | 28          |       |       |       |       |          |
| 28 | 50-54  | 37          |       |       |       |       |          |
| 33 | 45-49  | 20          |       |       |       |       |          |
| 33 | 40-44  | 16          |       |       |       |       |          |
| 8 | 35-39  | 16          |       |       |       |       |          |
| 20 | 30-34  | 20          |       |       |       |       |          |
| 4 | 25-29  | 0           |       |       |       |       |          |
| 0 | 20-24  | 8           |       |       |       |       |          |
| 16 | 15-20  | 24          |       |       |       |       |          |
| 12 | 10-14  | 16          |       |       |       |       |          |
| 8 | 5-9    | 12          |       |       |       |       |          |
| 12 | 0-4    | 16          |       |       |       |       |          |

## Економіка
2010 року серед 421 особи працездатного віку (15—64 років) 268 були активними, 153 — неактивними (показник активності 63,7%, у 1999 році було 61,4%). З 268 активних мешканців працювало 228 осіб (135 чоловіків та 93 жінки), безробітними було 40 (15 чоловіків та 25 жінок). Серед 153 неактивних 26 осіб було учнями чи студентами, 85 — пенсіонерами, 42 були неактивними з інших причин.

У 2010 році у муніципалітеті числилось 313 оподаткованих домогосподарств, у яких проживали 663,0 особи, медіана доходів виносила 16 497 євро на одного особоспоживача.

## Галерея зображень

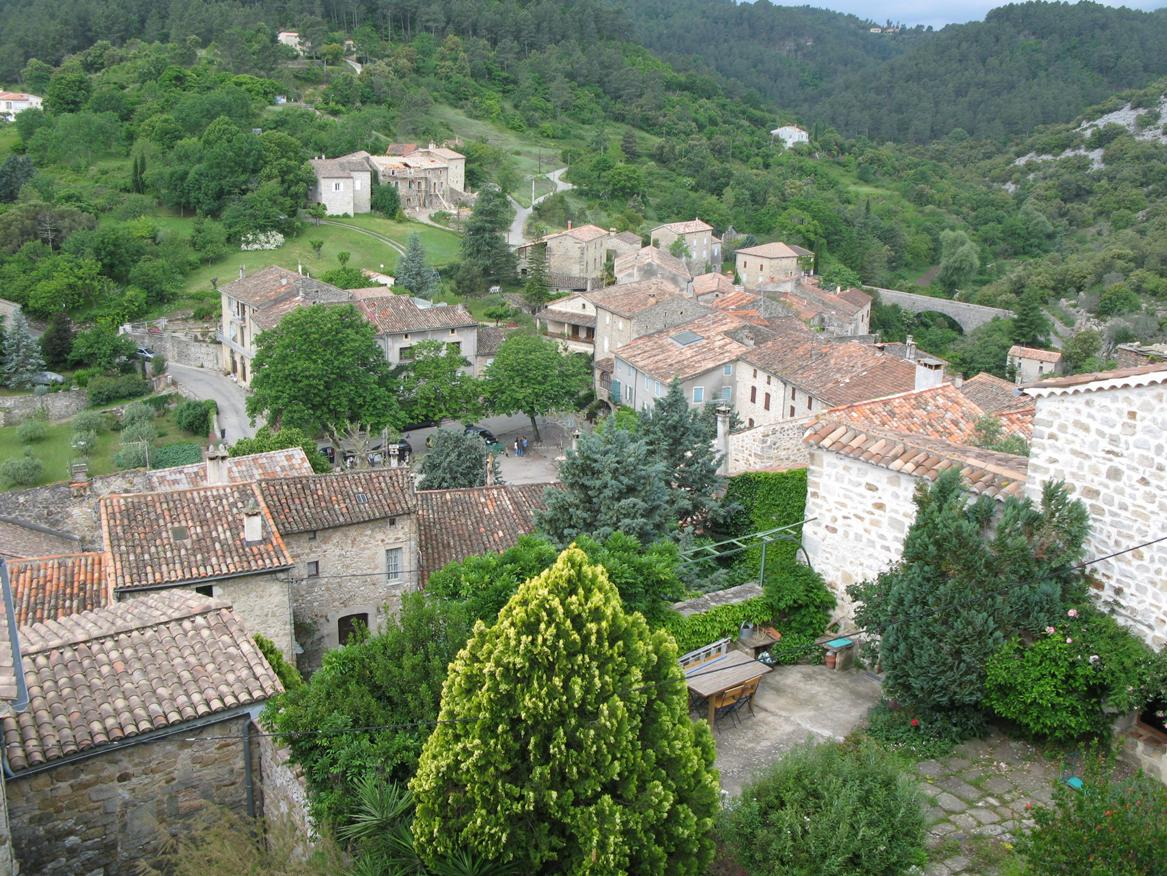
Вид на місто згори
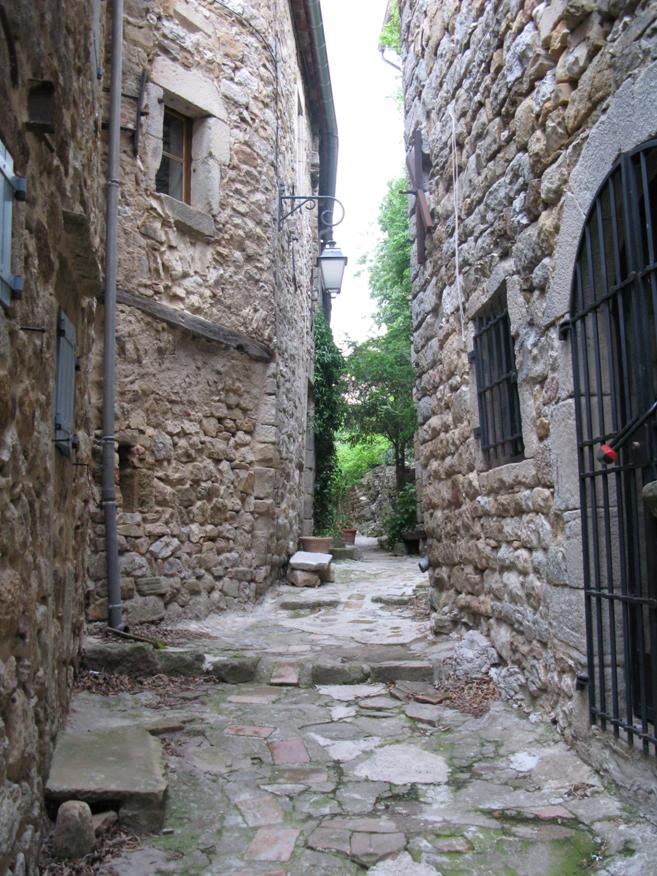
Одна з вулиць старого міста
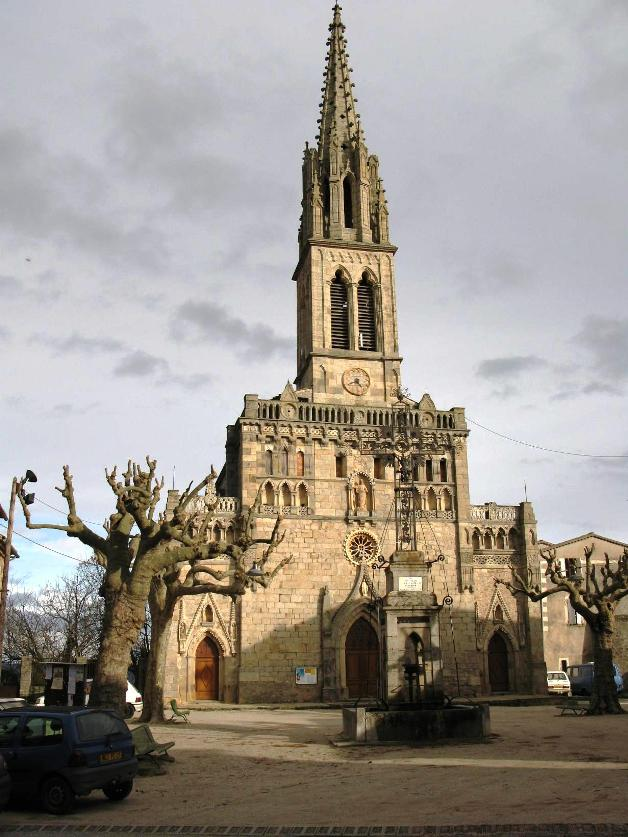
Церква
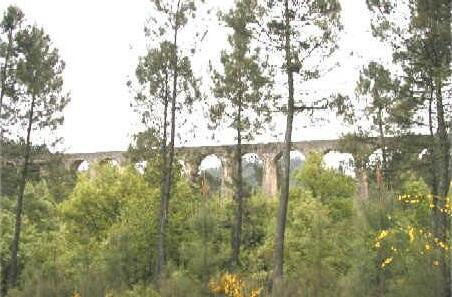
Віадук Дулові